# Neogryllopsis zimbabwensis
Neogryllopsis zimbabwensis är en insektsart som beskrevs av Otte, D. 1983. Neogryllopsis zimbabwensis ingår i släktet Neogryllopsis och familjen syrsor. Inga underarter finns listade i Catalogue of Life.